# Geyserville
Geyserville es una población ubicada en el condado de Sonoma en el estado estadounidense de California. En el año 2010 tenía una población de 862 habitantes.

## Geografía
Geyserville se encuentra ubicado en las coordenadas 38°42′23″N 122°54′15″O / 38.70639, -122.90417.